# آبشار لور کوری کاسکید
آبشار لور کوری کاسکید (به انگلیسی: Lower Quarry Cascade) آبشاری است که در همیلتون (انتاریو)، کانادا واقع شده و ارتفاع کلی ریزشگاه آن ۴ متر (۱۳ فوت) است.